# Caymanöarnas herrlandslag i fotboll
Caymanöarnas herrlandslag i fotboll spelade sin första match borta mot Dominica 1985 och föll med 1–2.

## Historik

### VM
- 1930 till 1994 - Deltog ej
- 1998 - Kvalade inte in
- 2002 - Kvalade inte in
- 2006 - Kvalade inte in
- 2010 - Kvalade inte in
- 2014 - Kvalade inte in
- 2018 - Kvalade inte in

I kvalet till VM i Tyskland 2006 åkte man ut i första omgången efter två förluster mot Kuba.

### CONCACAF mästerskap
- 1963 till 1989 - Deltog ej
- 1991 - Kvalade inte in
- 1993 - Kvalade inte in
- 1996 - Kvalade inte in
- 1998 - Drog sig ur
- 2000 - Kvalade inte in
- 2002 - Kvalade inte in
- 2003 - Kvalade inte in
- 2005 - Kvalade inte in
- 2007 - Kvalade inte in

### Karibiska mästerskapet
- 1989 - Deltog ej
- 1990 - Deltog ej
- 1991 - Första omgången
- 1992 - Kvalade inte in
- 1993 - Kvalade inte in
- 1994 - Första omgången
- 1995 - 4:e plats
- 1996 - Kvalade inte in
- 1997 - Drog sig ur
- 1998 - Första omgången
- 1999 - Kvalade inte in
- 2001 - Kvalade inte in
- 2005 - Kvalade inte in
- 2007 - Kvalade inte in
- 2008 - Kvalade inte in
- 2010 - Kvalade inte in
- 2012 - Kvalade inte in
- 2012 - Kvalade inte in

Caymanöarna förlorade bronsmatchen 1995 på hemmaplan mot Kuba (0-3).